# 6396 Шлезвіг
6396 Шлезвіг (6396 Schleswig) — астероїд головного поясу, відкритий 15 січня 1991 року.
Тіссеранів параметр щодо Юпітера — 3,511.
Названо на честь колишнього герцогства Шлезвіг, яке з 1920 розділене між Данією (Південна Ютландія) та Німеччиною.